# Ernst Giese (Geograph)
Ernst Giese (* 7. November 1938 in München) ist ein deutscher Geograph. Er war von 1973 bis 2007 ordentlicher Professor für Wirtschaftsgeographie an der Justus-Liebig-Universität Gießen.

## Arbeitsgebiete
Ernst Giese hat in den 1970er Jahren mit seinen Arbeiten und Aktivitäten wesentlich zur Entwicklung und Verbreitung der „Quantitativen Geographie“ im deutschsprachigen Raum beigetragen. Zusammen mit Gerhard Bahrenberg verfasste er 1975 ein mittlerweile in fünfter Auflage erschienenes Standard-Lehrbuch der Geographie zur „Angewandten Geo-Statistik“, das später um die Autoren Josef Nipper und Nils Mevenkamp zu einem zweibändigen Werk erweitert wurde.
Ein zweiter Schwerpunkt der Arbeiten von Ernst Giese war die Zentralasienforschung, hier mit den Schwerpunktthemen: zunehmende Wasserverknappung – Ursachen, Auswirkungen, Lösungsansätze –, zwischenstaatliche Wassernutzungskonflikte und Wassermanagementfragen in den Trockengebieten Zentralasiens (Usbekistan, Kasachstan, Kirgistan, Tadschikistan, Xinjiang/VR China).
Im Rahmen seiner Arbeiten zur Wirtschaftsgeographie hat sich Ernst Giese mit Fragen der Standorttheorie, der räumlichen Diffusionsforschung sowie der Bildung und Entwicklung industrieller Produktionscluster beschäftigt und in jüngerer Zeit mit den räumlichen Implikationen der Globalisierung der Wirtschaft.
Ernst Giese hat sich in den 1980er Jahren zudem intensiv mit Fragen der Hochschulforschung in der Bundesrepublik Deutschland beschäftigt, wobei Fragen der Leistungsmessung und Fragen regional-ökonomischer Effekte Wissenschaftlicher Hochschulen im Fokus seiner Arbeiten standen. Er war beratend für Hochschulen und Hochschulorganisationen tätig, war u. a. Gründungsbeauftragter des Landes Hessen für die Geographischen Institute der Universitäten des Landes Thüringen (Jena, Erfurt) 1991–1993.

## Wissenschaftlicher Werdegang
Giese studierte von 1958 bis 1964 in Münster und München die Fächer Mathematik, Geographie und Philosophie. Er schloss sein Studium 1964 mit dem 1. Philologischen Staatsexamen für das Lehramt Sek. II in den Fächern Mathematik und Geographie in Münster ab. Ein Jahr später erfolgte die Promotion im Fach Geographie an der Universität in Münster. Er wurde wissenschaftlicher Assistent bei W. Müller-Wille in Münster (1965 bis 1971).
Mit einer agrarwirtschaftlichen Arbeit über Sowjet-Mittelasien habilitierte sich Giese 1971 in Münster und wurde dort anschließend zum Wiss. Rat und Professor ernannt. Lehrstuhlvertretungen führten ihn nach Freiburg 1971/72 und Köln 1972/73. 1973 erhielt er den Ruf auf den neu geschaffenen Lehrstuhl für Wirtschaftsgeographie an der Universität in Gießen, den er bis zu seiner Emeritierung 2007 vertrat.
Giese war von 1977 bis 2001 Mitherausgeber der „Geographischen Zeitschrift“. Seiner Initiative ist es zu verdanken, dass seit 1989 in regelmäßigen Abständen das sog. „Rauischholzhausener Symposium zur Wirtschaftsgeographie“ stattfindet. Zahlreiche Forschungsreisen wurden von ihm von 1966 bis 2010 nach Zentralasien durchgeführt, vor allem nach Usbekistan, Kirgistan und Kasachstan sowie nach Xinjiang/VR China. Er wirkte mit bei der Gründung und Lenkung des „Zentralasiatischen Instituts für Angewandte Geowissenschaften“ (ZAIAG) in Bischkek, Kirgistan 2000 bis 2008.
Von 2001 bis 2007 war Giese Honorarprofessor der Chinesischen Akademie der Wissenschaften in Lanzhou, Institut für Umwelt- und Ingenieurwissenschaften in kalten und ariden Gebieten.

## Gremientätigkeiten
Giese war Gf. Direktor des Instituts für Geographie, Dekan des Fachbereiches Geowissenschaften und Geographie und langjähriger gewählter Vertreter der Professorenschaft im Senat der Universität Gießen. Er war Mitglied im Direktorium des Zentrums für regionale Entwicklungsforschung von 1977 bis 1988 (gf. Dir. 1982 - 84) und des Zentrums für internationale Entwicklungs- und Umweltforschung (ZEU) der Universität Gießen 1988 bis 2007 (gf. Dir. 1989 - 91).
Von 1991 bis 1993 gehörte er der Hochschulstrukturkommission des Landes Thüringen an und leitete die Berufungskommissionen zur Wiederbegründung der Geographischen Institute an den Universitäten in Jena und Erfurt.

## Publikationen (Auswahl)
- E. Giese: Entwicklung und Forschungsstand der Quantitativen Geographie im deutschsprachigen Bereich. In: Geographische Zeitschrift. Jg. 68, Heft 4, 1980, S. 256–283.
- G. Bahrenberg, E. Giese, N. Mevenkamp, J. Nipper: Statistische Methoden in der Geographie. (= Teubner Studienbücher der Geographie).
  - Teil 1: Univariate und bivariate Statistik. 5. Auflage. Stuttgart 2010.
  - Teil 2: Multivariate Statistik. 4. Auflage. Stuttgart 2008.
- E. Giese, G. Bahro, D. Betke: Umweltzerstörungen in Trockengebieten Zentralasiens (West- und Ost-Turkestan). Ursachen, Auswirkungen, Maßnahmen. (= Erdkundliches Wissen. Band 125). F. Steiner Verlag, Stuttgart 1998.
- A. Bohnet, E. Giese, G. Zeng: Die Autonome Region Xinjiang (VR China). Eine ordnungspolitische und regionalökonomische Studie. (= Schriften des Zentrums für regionale Entwicklungsforschung der JLU-Gießen. Band 72/73). 2 Bände. Münster 1998/1999.
- E. Giese, I. Mossig, D. Rybski, A. Bunde: Long-term analysis of air temperature trends in Central Asia. In: Erdkunde. Band 61, Heft 2, 2007, S. 186–202.
- E. Giese, J. Sehring: Konflikte ums Wasser. Konkurrierende Nutzungsansprüche in Zentralasien. In: Osteuropa. 57 (8–9), 2007, S. 483–496.
- E. Giese, J. Sehring: Konfliktpotential von Umweltveränderungen in Zentralasien. In: Nova Acta Leopoldina. NF 108, Nr. 373, 2009, S. 29–52.
- E. Giese: Weiterentwicklung und Operationalisierung der Standort- und Landnutzungstheorie von Alonso für städtische Unternehmen. In: Bremer Beiträge zur Geographie und Raumplanung. Heft 1, Bremen 1978, S. 63–79.
- E. Giese: Räumliche Diffusion ausländischer Arbeitnehmer in der Bundesrepublik Deutschland 1960–1976. In: Die Erde. 109, 1978, S. 92–110.
- E. Giese: Die Bedeutung Johann Heinrich von Thünen für die geographische Forschung. In: Johann Heinrich von Thünen. Seine Erkenntnisse aus wissenschaftlicher Sicht (1783–1850). (= Berichte über Landwirtschaft. 210). Sonderheft. Münster-Hiltrup 1995, S. 30–47.
- E. Giese: The Spatial Pattern of Invention Activities in West Germany 1992–1994. In: L. Schätzl, R. J. Diez: Technological Change and Regional Development in Europe. Heidelberg 2002, S. 9–27.
- E. Giese, I. Mossig, H. Schröder: Globalisierung der Wirtschaft. Eine wirtschaftsgeographische Einführung. (= UTB. 3449). Paderborn 2011.
- E. Giese, G. Aberle, L. Kaufmann: Wechselwirkungen zwischen Hochschule und Hochschulregion. Fallstudie, 2 Bände. Justus-Liebig-Universität, Gießen 1982.
- E. Giese, P. Hoehl, G. Langer: Anziehungskraft und Wettbewerbsfähigkeit Wissenschaftlicher Hochschulen in der Bundesrepublik Deutschland. In: Beiträge zur Hochschulforschung. Bayerisches Staatsinstitut für Hochschulforschung und Hochschulplanung. Heft 1/2, München 1986, S. 5–62.
- E. Giese: Leistungsmessung wissenschaftlicher Hochschulen in der Bundesrepublik Deutschland. In: H.-D. Daniel, R. Fisch (Hrsg.): Evaluation von Forschung. Konstanzer Beiträge zur sozialwissenschaftlichen Forschung. Band 4, Konstanz 1988, S. 59–92.
- E. Giese: Leistungsbeurteilung und Leistungsvergleiche in der Forschung. In: Westdeutsche Rektorenkonferenz (Hrsg.): Leistungsbeurteilung und Leistungsvergleich im Hochschulbereich. (= Dokumente zur Hochschulreform. 65/1989). Bonn 1989, S. 51–96.
- E. Giese (Hrsg.): Aktuelle Beiträge zur Hochschulforschung. (= Giessener Geographische Schriften. Heft 62). Gießen 1987.